# Acefalisme
L'acefalisme fou un moviment herètic denominat també dels acèfals o casianistes perquè no tenien jerarquia sobre d’ells, sense caps, ni reconeixen ni obeïen al papa, i deien ser enviats de Roma.
Sorgí el 829 al poble de Ipagro, Egrabo o Cabra, denominat pels àrabs Poley, pertanyent a la metròpoli de Sevilla de la província eclesiàstica Bètica; predicaven una doctrina herètica amb desviacions arrianes, amb cert atansament al judaisme, tot i reinterpretant a la vegada les heretgies  migecianistes. Fou encapçalat per Antifrasi Cuneiric i format per moviments casianistes, jovinians i simoníacs.
Els seus errors o heretgies eren més de tipus ritual que doctrinal, i foren:
- Menjar apartats dels demés, al considerar immund el menjar dels gentils, abstenint-se d’ingerir els aliments d’aquests per ser impurs, igual que feien els primers cristians.
- Fer dejuni els divendres i el dia de Nadal si queia en festiu, així com altres festius si queien en divendres, com feien els maniqueus i priscil·lianistes.
- No venerar ni adorar les relíquies dels sants.
- Pervertir i falsificar la manera de batejar.
- Considerar que tots ells eren sants per ser sacerdots, adquirint la santedat sacerdotal des del mateix moment que eren ordenats amb la unció dels crisma, amb oli d’oliva i perfums.
- Manifestar que les ordenacions dels bisbes i dels clergues a Hispània eren errònies perquè les feia el clergat i el poble, a diferencia de les seves que foren ordenats a Roma, i també es consagraven a si mateixos per mitjà dels seu fundador Cuneiric.
- No tenir residència fixa com els migecianistes.
- Prohibir als seus, al considerar-se sants, rebre el sagrament de la penitència de sacerdots catòlics, inclòs l’últim dia, encara in hora mortis.
- Donar l'Eucaristia in manu a homes i dones segons el ritual de jueus i herètics, i refusar combregar amb els demés cristians que no fossin casianistes, donant la comunió als excomunicats.
- Aprovar la bigàmia, l’incest, els matrimonis entre parents i entre infidels, els matrimonis mixtes amb musulmans, i la convivència dels suposats clergues amb dones que no fossin parentes pròximes, tot i essent censurat pels cànons de l'Església.[3]
- Aconsellar l’exercici de la medicina als sacerdots, i altres negocis com el comerç, inclòs altres més mundans com la regència de tabernes.

Per tal d’erradicar aquestes heretgies fou convocat el concili de Còrdova de 839, per Recafredo, bisbe de Còrdova i Egrabo, i presidit per Wistremiro, arquebisbe de Toledo, conegut pel Ms. 22 de l’arxiu de la catedral de Lleó, descobert per P. Flórez que l'imprimí a España Sagrada.
L'acta d’aquest concili mostra que tractà com a únic assumpte la condemna de les heretgies dels acèfals, essent important per la instrucció que dona, en base a la doctrina dels Pares de l'Església, contra els errors d'uns heretges que volien formar un cos segregat d'ella, decretant la condemna d’excomunicació i l’entredit a tota la població o església cismàtica de Epagro, i contra tots aquells que abracin aquesta heretgia, i aquells que tinguin actituds apartades de les prescripcions dels cànons de l'Església catòlica.